# 伝法町
伝法町（でんぽうちょう）は、かつて大阪府西成郡にあった町。現在の大阪市此花区伝法に概ね該当する。

## 歴史
村名の由来は欽明天皇の御代に経文が伝わった地とも、高野山伝法院（現・根来寺）の用材、または、当地にある伝法山西念寺の用材を荷揚した地とも言われる。
西成郡伝法村は淀川（旧河道）の河口に位置し、戦国時代から江戸時代初期の大坂の外港として繁栄した。樽廻船発祥の地でもある。1684年（貞享元年）に河村瑞賢によって安治川が開削されて大坂市中への航行が可能になると、伝法の港湾機能は次第に衰退した。
淀川の分流の中津川も伝法へ流れ込んでおり、1759年（宝暦9年）に中津川の水はけを良くするために正蓮寺川が開削され、中津川は伝法川と正蓮寺川に分岐するようになった。伝法村の集落は伝法川を挟んで北組と南組に分かれていたが、1877年（明治10年）頃に北伝法村と南伝法村に正式に分村した。また、1632年（寛永9年）、1644年（寛永21年）、1656年（明暦2年）のいずれかの申年に、北組（北伝法）の西隣に新田が開発されて申村が成立している。

### 沿革
- 1889年（明治22年）4月1日 町村制施行により、西成郡北伝法村、南伝法村、申村が合併して西成郡伝法村が発足。大字北伝法に村役場を設置。
- 1897年（明治30年）4月1日 西成郡野田村の一部と川北村大字秀野新田の一部を編入。
- 1903年（明治36年）11月5日 町制を施行して、西成郡伝法町となる。
- 1909年（明治42年） 大字を北（1 - 5丁目）、南（1 - 3丁目）、秀野に改編。
- 1925年（大正14年）4月1日 大阪市第2次市域拡張により、新設の西淀川区に編入される。
- 1943年（昭和18年）3月31日 区の境界変更により、此花区に所属。

## 出身・ゆかりのある人物
- 鴻池忠三郎（鴻池組社長、大阪府多額納税者） - 住所が伝法町北3丁目[1]。